# سیتیدین دی‌فسفات
سیتیدین دی‌فسفات (به انگلیسی: Cytidine diphosphate) با فرمول شیمیایی C۹H۱۵N۳O۱۱P۲ یک ترکیب شیمیایی با شناسه پاب‌کم ۲۹۰ است. که جرم مولی آن ۴۰۳٫۱۷۶۴۲۲ g/mol می‌باشد. 